# Felix Afena-Gyan
Felix Ohene Afena-Gyan (Sunyani, 19 de enero de 2003) es un futbolista ghanés que juega de delantero en el Amedspor de la TFF Primera División.

## Trayectoria
Comenzó su carrera deportiva en la A. S. Roma, con la que debutó en la Serie A el 27 de octubre de 2021, en un partido frente al Cagliari Calcio. El 21 de noviembre anotó dos goles en la victoria de la Roma por 0-2 frente al Genoa C. F. C.

## Estadísticas

### Clubes
Actualizado al último partido disputado el 7 de mayo de 2025.
| Club                       | Div.          | Temporada     | Liga  | Liga  | Liga   | Copas nacionales | Copas nacionales | Copas nacionales | Copas internacionales | Copas internacionales | Copas internacionales | Total | Total | Total  |
| Club                       | Div.          | Temporada     | Part. | Goles | Asist. | Part.            | Goles            | Asist.           | Part.                 | Goles                 | Asist.                | Part. | Goles | Asist. |
| -------------------------- | ------------- | ------------- | ----- | ----- | ------ | ---------------- | ---------------- | ---------------- | --------------------- | --------------------- | --------------------- | ----- | ----- | ------ |
| A. S. Roma · Italia        | 1.ª           | 2021-22       | 17    | 2     | 0      | 2                | 0                | 0                | 3                     | 0                     | 0                     | 22    | 2     | 0      |
| A. S. Roma · Italia        | Total club    | Total club    | 17    | 2     | 0      | 2                | 0                | 0                | 3                     | 0                     | 0                     | 22    | 2     | 0      |
| U. S. Cremonese · Italia   | 1.ª           | 2022-23       | 23    | 0     | 0      | 5                | 2                | 0                | —                     | —                     | —                     | 28    | 2     | 0      |
| U. S. Cremonese · Italia   | 2.ª           | 2023-24       | 7     | 0     | 0      | 1                | 1                | 0                | —                     | —                     | —                     | 8     | 1     | 0      |
| U. S. Cremonese · Italia   | Total club    | Total club    | 30    | 0     | 0      | 6                | 3                | 0                | 0                     | 0                     | 0                     | 36    | 3     | 0      |
| Juventus Next Gen · Italia | 3.ª           | 2024-25       | 30    | 6     | 3      | —                | —                | —                | —                     | —                     | —                     | 30    | 6     | 3      |
| Juventus Next Gen · Italia | Total club    | Total club    | 30    | 6     | 3      | 0                | 0                | 0                | 0                     | 0                     | 0                     | 30    | 6     | 3      |
| Total carrera              | Total carrera | Total carrera | 77    | 8     | 3      | 8                | 3                | 0                | 3                     | 0                     | 0                     | 88    | 11    | 3      |

## Palmarés

### Títulos internacionales
| Título                             | Club       | Sede   | Año  |
| ---------------------------------- | ---------- | ------ | ---- |
| Liga Europa Conferencia de la UEFA | A. S. Roma | Tirana | 2022 |